# 相馬主計
相馬 主殿（そうま とのも、天保14年〈1843年〉？ - 明治8年（1875年）2月以降）は、新選組隊士。名は肇（はじめ)、新選組時代は主計（かずえ)。
箱館戦争において新選組が降伏する際、戦死した土方歳三に代わって隊長として署名したため、新選組最後の隊長とも局長ともいわれる。

## 経歴
常陸国笠間藩藩士・船橋平八郎義方の子として生まれた。生年は天保6年（1835年）とも天保14年（1843年）ともいわれるが詳細は不明。
慶応元年（1865年）に脱藩、江戸幕府の歩兵徴募に応じる。第二次長州征伐では三津浦（現在の愛媛県松山市）に駐屯した。

### 新選組
長州征討軍の解散後、新選組に入隊した。加入時期は不明だが、鳥羽・伏見の戦い（慶応4年1月）の時点では既に所属している。その後、甲陽鎮撫隊では局長付組頭に就任し、頭角を現す。
流山で近藤勇が新政府軍に投降し、板橋の総督府に出頭すると、幕府の陸軍軍事方松濤権之丞の書状を携え、近藤の助命を求めて板橋を訪れるが、近藤は既に捕縛されており、相馬も近藤の仲間として捕縛される。4月25日、近藤と共に処刑される予定だったが、近藤の嘆願により、一緒に捕縛されていた野村利三郎と共に処刑を免れ、笠間藩に預けられ謹慎する。
しかし、相馬は脱走して彰義隊に参加、春日左衛門の指揮下に入る。彰義隊の瓦解後は旧幕臣と磐城方面を転戦し、仙台で新選組の上司・土方歳三と再会する。
蝦夷共和国では主に箱館市中の取締の任にあたる。箱館戦争で土方が戦死すると、弁天台場にいた新選組隊士は相馬を隊長として恭順の書状に名前をしたため、新選組の歴史に幕を引いた。なお高松凌雲の書簡によると、相馬が隊長に就任したのは明治2年（1869年）5月15日である。

### 明治以降
明治3年（1870年）10月10日、伊東甲子太郎暗殺の嫌疑をかけられて伊豆新島に流罪となる。大工棟梁・植村甚兵衛に身柄を預けられ、その場所で寺子屋を開いた。また甚兵衛の次女マツと結婚した。
明治5年（1872年）に赦免され、東京の「くらまえ」に妻と移り住む。翌明治6年（1873年）、豊岡県へ15等出仕として勤務する。明治7年（1874年）には14等出仕に昇進し、主に司法方面の勤務に就いたが、明治8年（1875年）2月、突如免官され、東京に戻る。
東京に戻った後に死去した。通説では自殺とされ、妻マツが外出先から帰ってきた際、既に相馬は割腹を遂げていたという。その際、相馬はマツに「他言無用」と厳命し、マツもそれを守り通したため、相馬の死に関する詳細や菩提寺については現在も不明である。
しかし、近年新たに発見された証言によれば、相馬主計は明治30年代以降も存命であり、ある地方の郡長を務めていた可能性がある。また、明治6年（1873年）に発生した姉小路公知暗殺事件への関与も示唆されているという。

## 相馬を扱った作品
- 『号外!!新選組カズエ』（吉川聡史、『週刊少年チャンピオン』掲載） - 相馬主殿が実は女性だった。という設定のギャグマンガ。
- 『北走新選組』（菅野文、『花とゆめ』）
- 『新撰組北翔伝 晨星落落』 明治維新以降、北上する新撰組を描いたドラマCD。相馬は三巻の主人公として登場。浪川大輔が演じている。
- 『薄桜鬼 真改』
- 『幕末恋華 花柳剣士伝』
- NHK正月時代劇『新選組！！土方歳三最期の一日』（2006年）演・小橋賢児